# Asbecesta congoensis
Asbecesta congoensis es un coleóptero de la familia Chrysomelidae. Fue descrita científicamente por primera vez en 1929 por Laboissiere.